# Heteragrion bariai
Heteragrion bariai är en trollsländeart som beskrevs av De Marmels 1989. Heteragrion bariai ingår i släktet Heteragrion och familjen Megapodagrionidae. Inga underarter finns listade i Catalogue of Life.